# Dolavon
Dolavon je malé město v patagonské provincii Chubut v Argentině. Leží nedaleko řeky Chubut, přibližně 19 kilometrů směrem na západ od města Gaiman. Název pochází z velštiny: dol (louka) a afon (řeka). Velšští přistěhovalci se v této oblasti začali usazovat po jejich příchodu do Patagonie v roce 1865. 
Železnice do města byla vybudována v roce 1917 a město bylo formálně založeno v 1919. Dolavon stal se centrem pěstování pšenice za použití zavlažovacích kanálů, které nahrazují suché klima. Starý obilný mlýn s vodním kolem je nyní muzeem.